# Espinar
Espinar – miasto w Peru, w regionie Cuzco, stolica prowincji Espinar. W 2008 liczyło 28 425 mieszkańców.